# Piotr Wiślicki
Piotr Wiślicki (ur. 6 grudnia 1951) – polski przedsiębiorca, żydowski działacz społeczny i filantrop. Przewodniczący Zarządu Stowarzyszenia Żydowski Instytut Historyczny w Polsce. Przewodniczący Rady Muzeum Historii Żydów Polskich POLIN.

## Życiorys[2]
Piotr Wiślicki urodził się w Warszawie jako syn prof. Alfreda Wiślickiego i Janiny Królikowskiej (właśc. Marcelina Kurzrok). Wnuk Wacława Wiślickiego. W 1977 ukończył studia z tytułem magistra na  Politechnice Warszawskiej. Od 2001 roku Członek Gminy Wyznaniowo Żydowskiej w Warszawie. Od 2009 r. Wiceprzewodniczący Zarządu Stowarzyszenia Żydowski Instytut Historyczny w Polsce, a od 2011 r. jego Przewodniczący. Członek i jeden z założycieli działającego od 2007 r. Żydowskiego Stowarzyszenia B'nai B'rith w Rzeczypospolitej Polskiej (B’nai B’rith – Loża Polin). Uczestniczył z ramienia Związku Gmin Wyznaniowych Żydowskich w RP w zakładaniu Fundacji Ochrony Dziedzictwa Żydowskiego w Polsce. Fundator Fundacji Żydów Polskich – Limmud Polska. Członek Prezydium Międzynarodowego Komitetu Oświęcimskiego. Wszystkie funkcje w organizacjach żydowskich pełni społecznie. Członek rady Muzeum Historii Żydów Polskich POLIN oraz kolegium społecznego działającego przy dyrektorze tego Muzeum. W 2009 zaangażował się w projekt budowy Muzeum Historii Żydów Polskich. Będąc Przewodniczącym Zarządu Stowarzyszenia Żydowski Instytut Historyczny w Polsce koordynował prace zespołu powołanego do budowy wystawy stałej, za którą to Stowarzyszenie zostało nagrodzone szeregiem nagród i wyróżnień, m.in.: Paszportem Polityki, Nagroda specjalna Polskiej Rady Biznesu im. Jana Wejcherta
Zawodowo od 1983 r. współwłaściciel i wiceprezes firmy Dantex. W 2024  otrzymał nominacje na wiceprzewodniczącego Międzynarodowej Rady Oświęcimskiej. W 2025 został członkiem rady Państwowego Muzeum Auschwitz-Birkenau.

## Nagrody i odznaczenia
- Krzyż Kawalerski Orderu Odrodzenia Polski 2015 r.[8]
- Nagroda Fundacji Szalom „Strażnikom pamięci, tym którzy ją ocalili” 2015 r.[9]
- Nagroda m. st. Warszawy 2018 r.[10]
- Medal „Powstania w getcie warszawskim” 2017 r.[11]
- Krzyż Zasługi na Wstędze Orderu Zasługi Republiki Federalnej Niemiec 2020 r.[12]

## Życie prywatne
Z zamiłowania jest pilotem samolotu.